# Land of the Midnight Sun
Az 1976-os Land of the Midnight Sun Al Di Meola amerikai gitáros, zeneszerző első nagylemeze. Az összetett alkotások (például a három részes Suite-Golden Dawn vagy a Short Tales of the Black Forest akusztikus duett) már ekkor megmutatták Di Meola széles zenei skáláját.

## Az album dalai
|    | Cím                                                                            | Szerző(k)             | Hossz |
| -- | ------------------------------------------------------------------------------ | --------------------- | ----- |
| 1. | The Wizard                                                                     | James Mingo Lewis     | 6:46  |
| 2. | Land of the Midnight Sun                                                       | Al Di Meola           | 9:10  |
| 3. | Sarabande from Violin Sonata in B Minor, (Partita No. 1 in B minor, BWV 1002)  | Johann Sebastian Bach | 1:20  |
| 4. | Love Theme from Pictures of the Sea                                            | Al Di Meola           | 2:25  |
| 5. | Suite Golden Dawn Morning Free Calmer of the Tempests From Ocean to the Clouds | Al Di Meola           | 9:49  |
| 6. | Short Tales of the Black Forest                                                | Chick Corea           | 5:41  |

## Közreműködők
- Al Di Meola – gitár, szintetizátor, ütőhangszerek, ének
- Anthony Jackson – basszusgitár (1, 2)
- Stanley Clarke – basszusgitár, ének (4)
- Jaco Pastorius – basszusgitár  (5)
- Barry Miles – billentyűk, szintetizátor (2, 5)
- Chick Corea – zongora, marimba (6)
- Steve Gadd – dob (1)
- Lenny White – dob (2)
- Alphonse Mouzon – dob (5)
- James Mingo Lewis – ütőhangszerek, billentyűk (1, 2, 4, 5)
- Patty Buyukas – ének (4)

## Fordítás
Ez a szócikk részben vagy egészben a Land of the Midnight Sun (album) című angol Wikipédia-szócikk ezen változatának fordításán alapul.  Az eredeti cikk szerkesztőit annak laptörténete sorolja fel. Ez a jelzés csupán a megfogalmazás eredetét és a szerzői jogokat jelzi, nem szolgál a cikkben szereplő információk forrásmegjelöléseként.